# Pilar Garrido Gutiérrez
María Pilar Garrido Gutiérrez (Badajoz, Extremadura, 15 d'abril de 1966) és una jurista, professora universitària i política espanyola.
És la secretària general de Podem Euskadi des de l'any 2020. També és membre del Consell Ciutadà Estatal de Podem.
Anteriorment, va ser diputada en el Congrés dels Diputats per la coalició Unides Podem (2019-2023). També va ser senadora entre 2015 i 2019. Va ser la portaveu del Grup Confederal UP-EC-EM al Senat.

## Biografia
Pilar Garrido va néixer a Badajoz el 15 d'abril de 1966. Es va doctorar en Dret Constitucional en la Universitat del País Basc, amb la tesi "El dret a l'habitatge entre constitució i mercat".

## Trajectòria política
Va ser directora d'Habitatge del Govern Basc durant el mandat de Javier Madrazo com a conseller del ram.
En les eleccions generals espanyoles de 2016, va ser candidata a senadora pel partit polític Podem per la circumscripció de Guipúscoa. Va sortir electa senadora del Senat d'Espanya durant la XII legislatura d'Espanya.
En les eleccions generals espanyoles d'abril de 2019, va ser candidata a diputada del Congrés dels Diputats per la coalició electoral Unides Podem per la circumscripció de Guipúscoa. Va sortir electa diputada del Congrés dels Diputats.
En les generals de 2023, va ser candidata a diputada del Congrés dels Diputats per la coalició electoral Sumar per la circumscripció de Guipúscoa. Finalment no va obtenir escó.

### Secretària general de Podem Euskadi
Garrido és la secretària general de Podem Euskadi, des de 2020, després de vèncer les eleccions primàries.

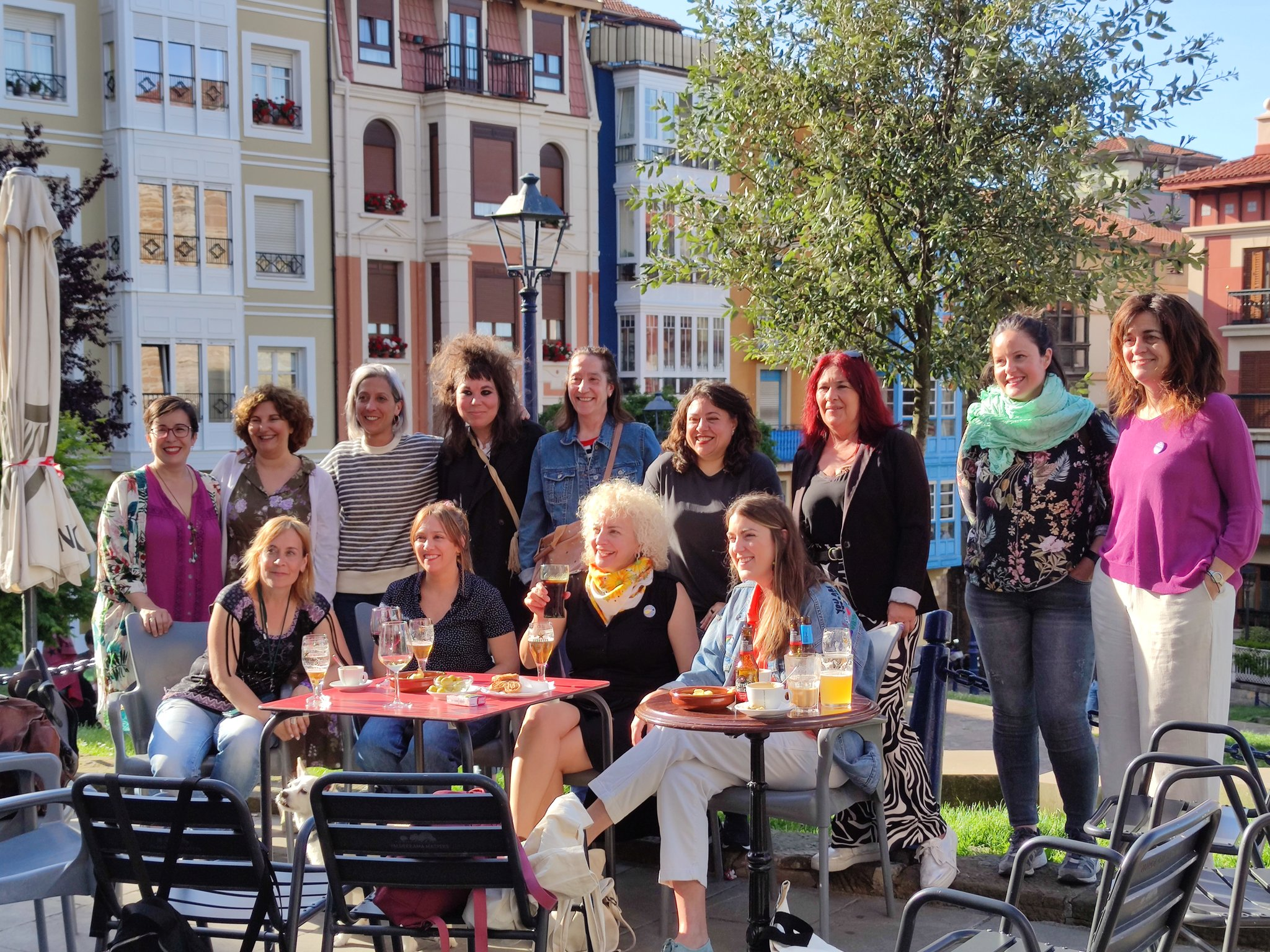
Trobada Feminista de Podem Euskadi (Santurtzi, 2023). Entre altres, Paula Amieva, Pilar Garrido, Eneritz de Madariaga, Natalia Rey, Montserrat Roca, Soraya Pereira, Ángela Sevilla, Mariví Eizaguirre, Ainhoa Lopera, Isabel González i Alba García.

L'any 2020, Pilar Garrido es va convertir en la secretària general de Podem Euskadi, i va succeir Lander Martínez. Martínez, afí a Íñigo Errejón i al denominat sector "errejonista" (que va derivar en la creació de Més País), va dimitir en perdre les primàries del partit al costat de la candidata del seu equip Rosa Martínez, enfront del denominat sector "pablista" encapçalat per Miren Gorrotxategi i Pilar Garrido. Finalment, Rosa Martínez es va donar de baixa del partit, i Lander Martínez va acabar en el partit polític Moviment Sumar i sent part de nucli dur de Yolanda Díaz i Íñigo Errejón.